# مایا روسا
 مایا روسا (انگلیسی: Maya Rosa؛ زاده ۱۷ اوت ۱۹۸۶) یک تنیس‌باز اهل اندونزی است.